# 陆济新
陆济新（1928年—），男，江苏松江（今属上海市）人，中华人民共和国政治人物、外交官。

## 生平
1928年出生于江苏松江（今属上海市）。
1950年毕业于复旦大学经济系、同年赴罗马尼亚布加勒斯特大学学习。
1955年加入中国共产党。历任外交中苏联东欧司科员，驻罗马尼亚大使馆随员、三等秘书、一等秘书、参赞，外交部苏联东欧司副司长。
1984年3月至1986年12月，任中华人民共和国驻葡萄牙大使。